# La Cordée
Pour les articles homonymes, voir Cordée.
La Cordée est le nom d'une bière artisanale savoyarde.
Il en existe quatre sortes :
- La Cordée Myrtille, parfumée à la myrtille. Cette bière pur malt a un taux d'alcool de 5 % ;
- La Cordée Blanche, de couleur dorée, est aromatisée aux plantes alpines ; elle titre 5 % d'alcool. Elle est élaborée à partir d'une recette de Weizenbier ;
- La Cordée Blonde, bière blonde avec un degré d'alcool de 5 % ;
- La Cordée Brune, bière brune bio de type Porter, aromatisée au chocolat, titrant 10 % d'alcool.